# Estanislau Guiu i Martí

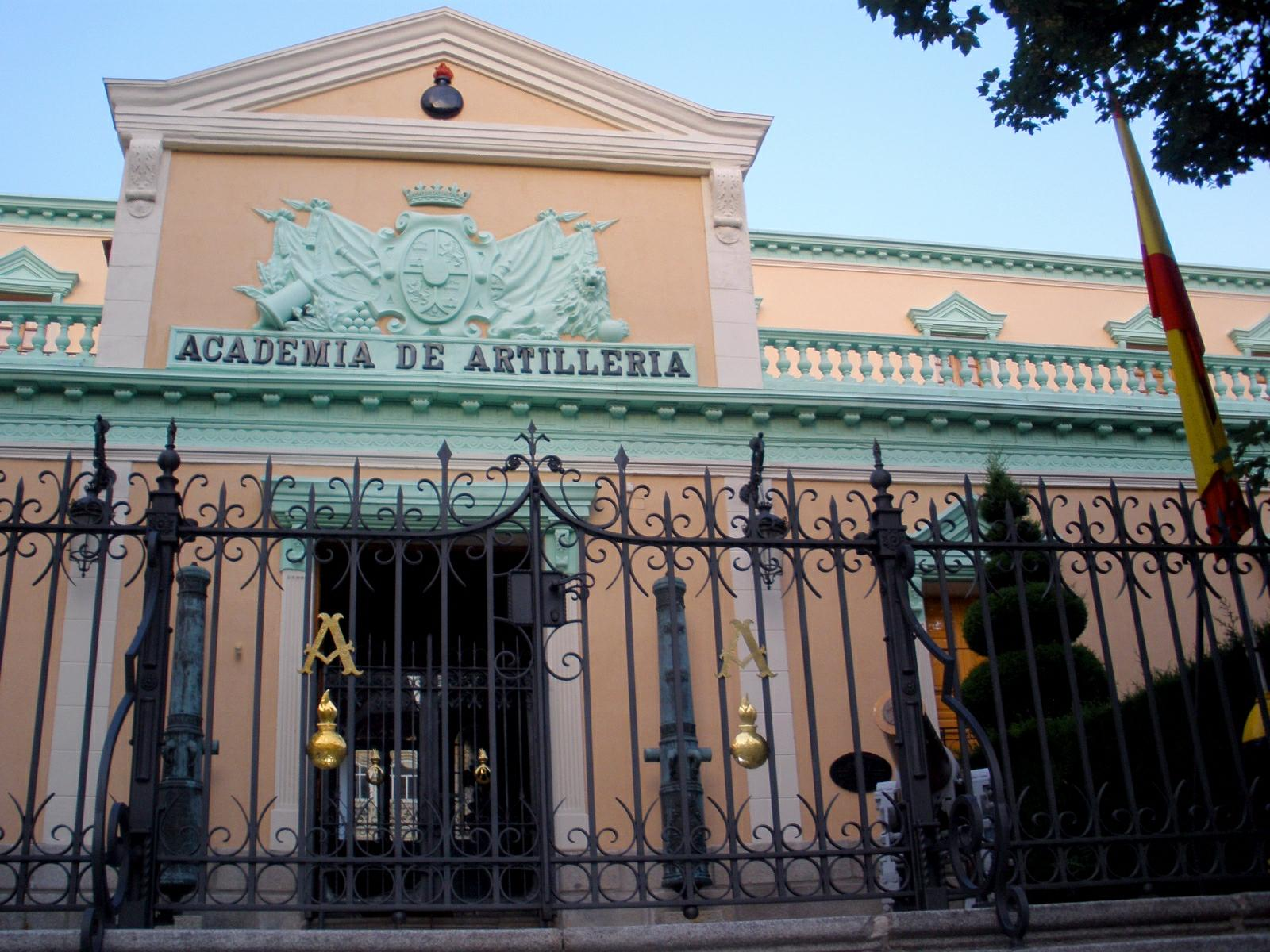
Façana de l'Acadèmia d'Artilleria de Segòvia on fou professor Estanislau Guiu i Martí

Estanislau Guiu i Martí (Barcelona, 1850 - 30 de juliol de 1940) fou un militar i publicista català.
Fill de Salvador Guiu plater d'ofici natural de Cervera i Antònia Martí i Solà natural de Barcelona (+1891)
Ingressà en l'Acadèmia d'Artilleria de Segòvia; el 1873 ja era tinent i fou destinat al 1r regiment d'artilleria de peu, amb guarnició a Barcelona. Prengué part en els combats originats per la revolta republicana de Barcelona i Sarrià el 1874, aconseguint el grau de capità. El mateix any fou destinat a Navarra a les ordes del general Moriones assistint als combats de Carrascal, retirada a Barasoain i Tafalla.
Casat amb Dominga Larios i Martin (+1911) pares del també militar Salvador Guiu i Larios.

## Participació militar
La seva participació en les operacions per a conduir un comboi a Pamplona li valgueren la creu vermella del Mèrit Militar. Prengué part en l'aixecament del setge d'aquesta ciutat el 1875 i en les operacions sobre Puente la Reina en acudir en auxili del segon cos d'exèrcit després del daltabaix Lácar i Lorca.
Tornat a Catalunya, s'incorporà a la columna del general Arrando el setembre de 1875, després fou destinat a la columna del general Camprubí, prenent part en les accions d'Anglès, La Cellera i Sant Martí de Cantallops (Llagostera).
Acabada la guerra carlina el 1876, passà a Cuba, i allà organitzà les bateries de la Punta, Reina i Santa Clara. També fou comissionat per reconèixer l'artilleria dels forts de Bahía Honda, Cabañas i Mariel. En retornar de Cuba el 1879, passà en comissió a la Junta facultativa del cos d'artilleria a Madrid per escriure l'obra Prontuario de artilleria.
En ascendir al grau de capità el 1882 fou destinat a l'Acadèmia de Segòvia com a professor i ajudant de l'arma, continuant la publicació de l'obra referida, per la que fou recompensat amb el grau de comandant d'Exèrcit. L'èxit del Prontuario fou internacional, perquè diferents Repúbliques americanes (Mèxic, Guatemala, El Salvador, etc.), esgotaren les primeres edicions del llibre.
Més tard prestà servei en el 1r regiment de guarnició a Vitòria, en el 7e. muntat de Saragossa com a cap d'instrucció i escoles pràctiques, sent destinat de bell nou a l'Acadèmia de Segòvia, on la seva tasca de professor li valgué la consideració i estima de tot el cas. Ascendit a tinent coronel, fou destinat com ajudant de camp del general director de les fàbriques de Trubia i d'Oviedo, Ramón de Fonsdeviela, i després com a secretari de la Comandància general d'artilleria de la primera regió (Madrid) i cap del Diposit de reserva de Barcelona.

## El retir
El 1907 a petició pròpia, assolí el retir amb el grau de coronel, trobant-se en possessió de la creu i placa de San Hermenegildo, dues plaques del Mèrit Militar blanques, una del Mèrit Naval, les medalles de les guerres carlistes i de Cuba, la d'Alfons XII, les creus del Mèrit Militar blanca i vermella, i la d'Isabel la Catòlica.
S'extensa cultura i la seva notable tasca tècnica-professional en pro de l'arma d'artilleria està demostrada per les obres Pronuoario de artilleria para uso de los oficiales del aram (Madrid, 1882), que li valgué medalla d'or en l'Exposició Universal de Barcelona del 1888; Organización, servicio y personal del cuerpo de artilleria (complement del Prontuario (Madrid, 1886); El año militar español. Historia militar de España dispuesta en forma de efemérides (3v, amb croquis de batalles, setges, còpies de gravats antics i quadres cèlebres (Barcelona, 1887-92): Memorandum tècnico industrial (Madrid, 1906); Aparatos y medios de iluminación de las plazas de guerra; Artilleria francesa, sistema de De Bange, i El acero y el bronce comprimido como metal de cañones.